# Ambulyx tattina
Ambulyx tattina är en fjärilsart som beskrevs av Jordan 1919. Ambulyx tattina ingår i släktet Ambulyx och familjen svärmare. Inga underarter finns listade i Catalogue of Life.

## Beskrivning

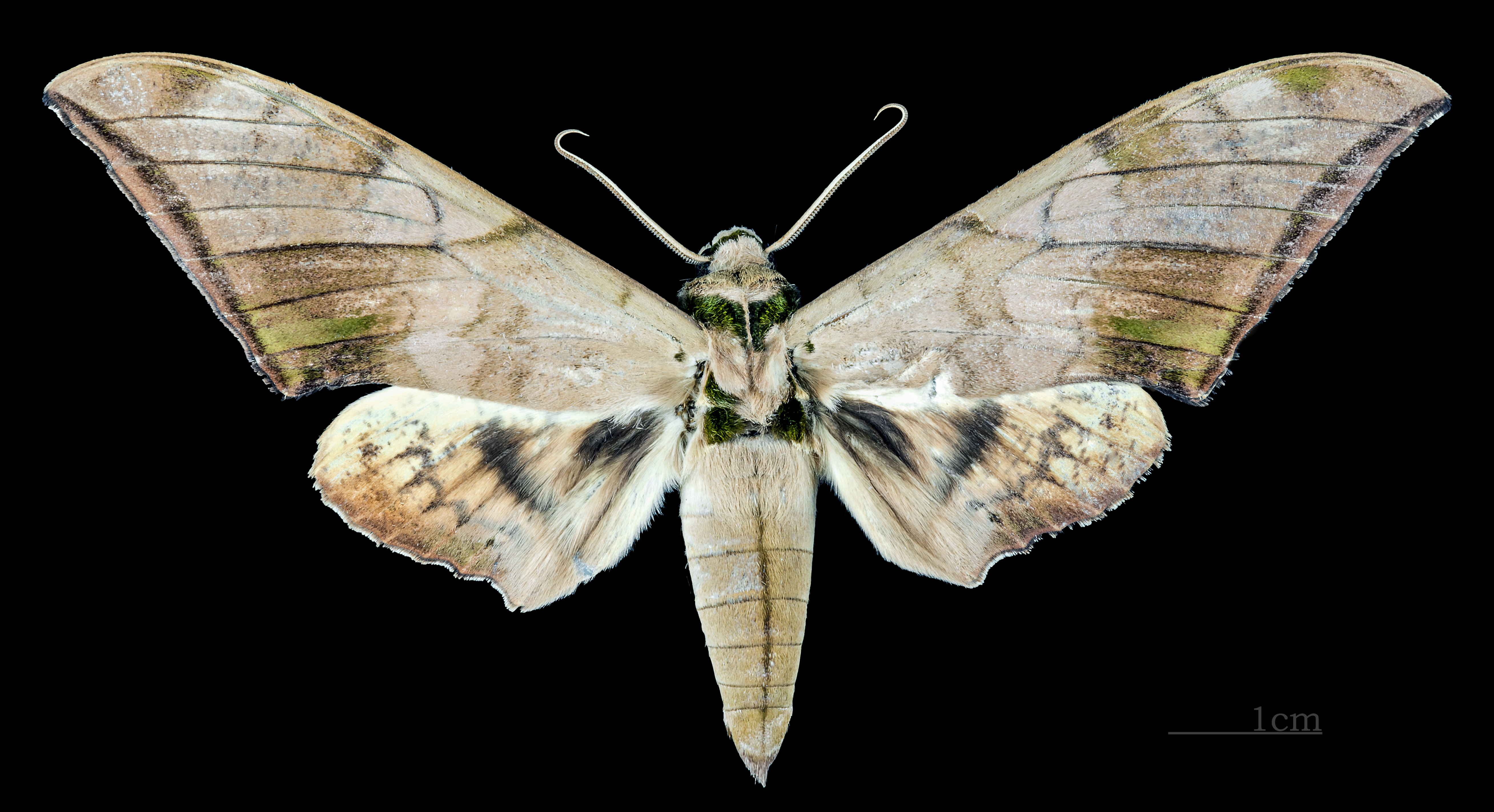
Ambulyx tattina ♂
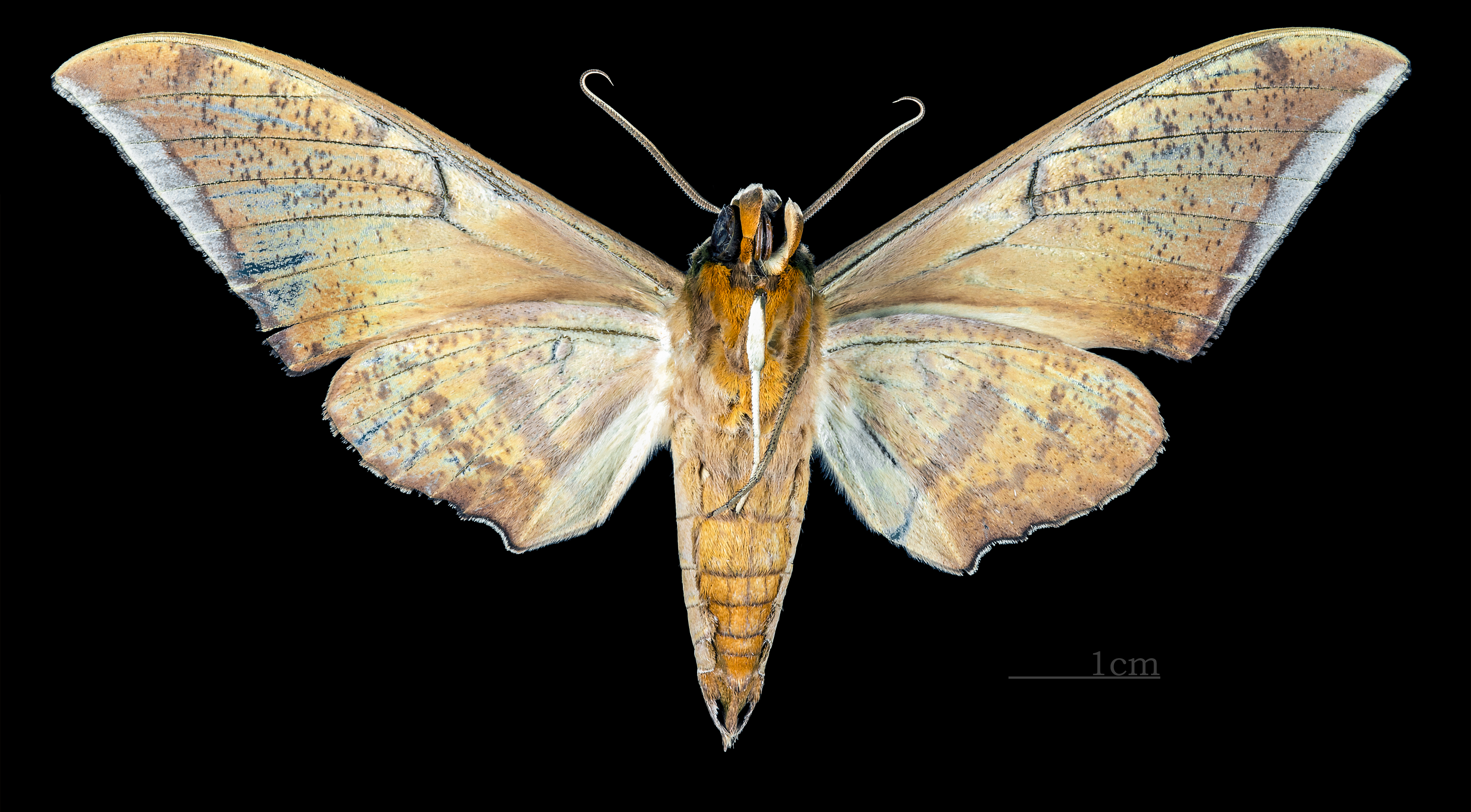
Ambulyx tattina ♂ △
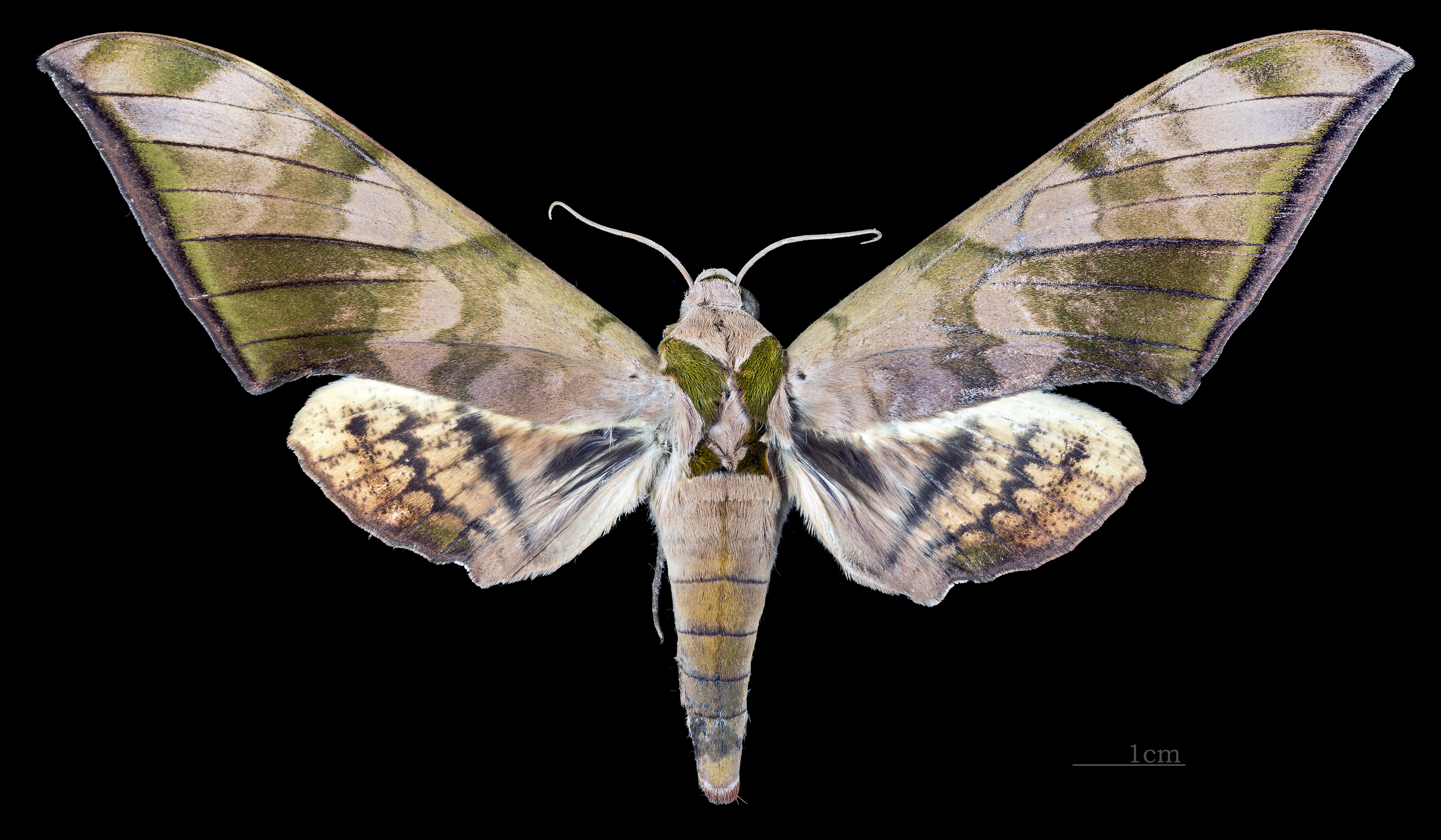
Ambulyx tattina ♀
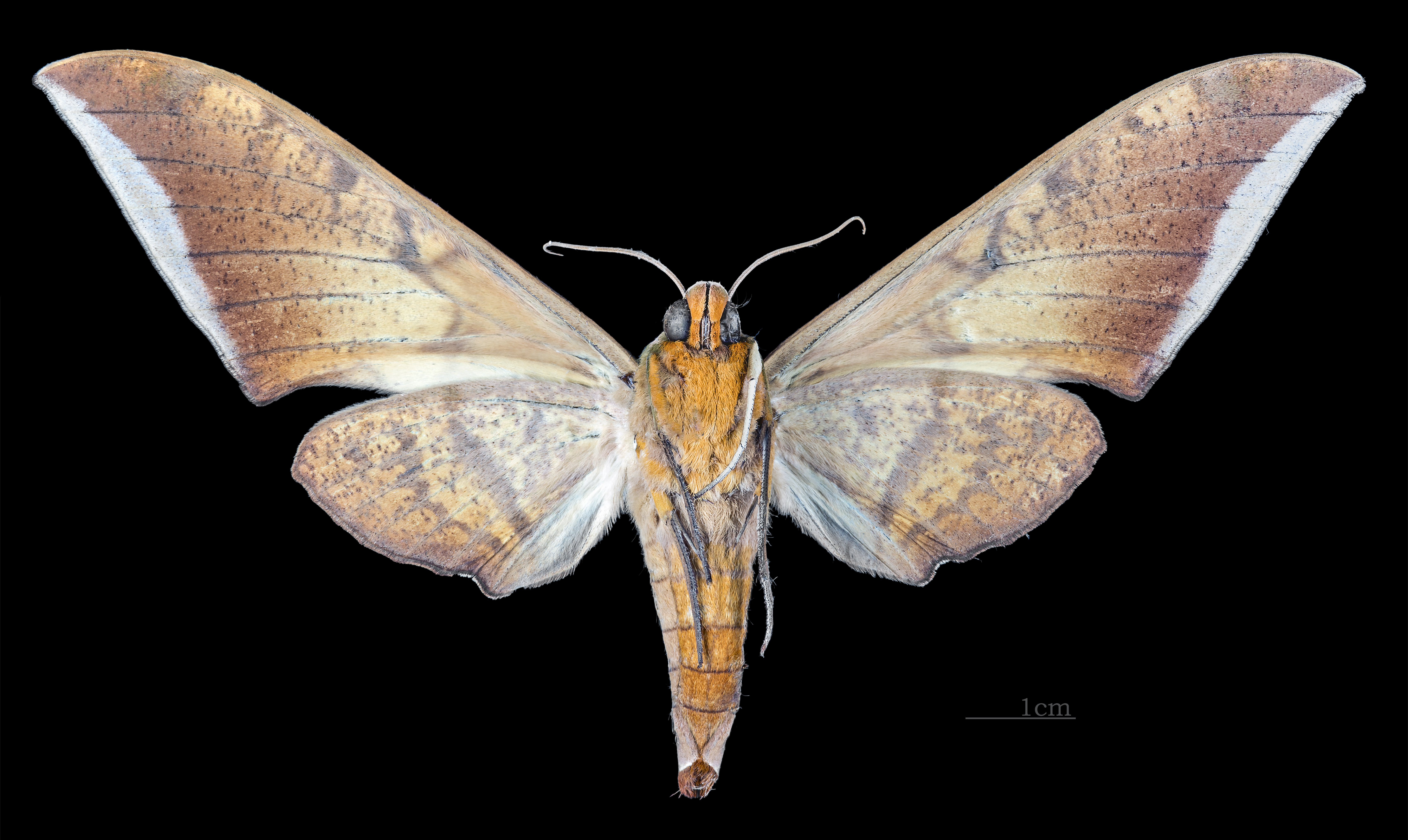
Ambulyx tattina  ♀ △